# Ходж, Роберто
Робе́рто Уи́льямс Хо́дж Риве́ра (исп. Roberto Williams Hodge Rivera; 30 июля 1944, Ла-Серена — 12 августа 1986, Сантьяго) — чилийский футболист, игравший на позиции полузащитника; участник чемпионата мира 1966 года.

## Биография

### Клубная карьера
Ходж большую часть карьеры играл за «Универсидад де Чили», в составе которого отыграл девять сезонов. Ходж был одним из ключевых игроков команды, в составе которой выиграл 5 чемпионских титулов. Всего за «синих» Ходж во всех турнирах сыграл 225 матчей, в которых забил 26 голов.
В 1971 году Ходж стал игроком клуба «Америка», в составе которой играл в течение трёх сезонов. С этим клубом Ходж стал чемпионом Мексики 1971 года и обладателем Кубка Мексики 1974 года. В составе «орлов» Ходж сыграл 134 матча и забил 6 голов. В 1974 году Ходж перешёл в «УНАМ Пумас», в составе которого играл один сезон и выиграл Кубок Мексики 1975 года.
В 1975 году Ходж стал игроком клуба «Текос», в составе которого играл в течение двух сезонов. В 1977 году Ходж вернулся на родину и присоединился к клубу «Палестино», в составе которого в том же году выиграл Кубок страны.
В последующие годы Ходж играл за «Депортес Авиасьон» (1978—1980) и «Кобресаль», в котором завершил карьеру игрока.

### Карьера в сборной
В составе сборную Чили принимал участие на чемпионате мира 1966 года, но на турнире не играл. В следующем году Ходж стал бронзовым призёром в составе национальной сборной на чемпионате Южной Америки 1967 года. Всего за сборную Чили сыграл 39 матчей, в которых забил один гол.

### Смерть
Скончался 12 августа 1986 года в Сантьяго в возрасте 42 лет.

## Достижения
«Универсидад де Чили»
- Чемпион Чили (5): 1962, 1964, 1965, 1967, 1969

 «Америка (Мехико)»
- Чемпион Мексики (1): 1970/71
- Обладатель Кубка Мексики (1): 1973/74

 «УНАМ Пумас»
- Обладатель Кубка Мексики (1): 1974/75

«Палестино»
- Обладатель Кубка Чили (1): 1977